# Philips Jacob van Borssele van der Hooghe
Philips Jacob van Borssele van der Hooghe, pan na Voorhout (ur. 1670, zm. 1735) 
Młodszy brat Adriana van Borssele van der Hooghe (1658-1728) regenta Zeeuw.  
Philips Jacob był dzierżawcą generalnym (rentmeester-generaal) domen w Brabancji.  Od roku 1697 był rajcą miasta Middelburga. W latach 1712–22 poseł nadzwyczajny (extraordinaris envoyé) w Londynie, w tym od 1715 roku z rangą ambasadora.  